# Hajdú Balázs (humorista)
Hajdú Balázs (Szentes, 1982. február 9. –) magyar humorista.

## Pályafutása
A "szentesi humormaffia" (Balázs mellett Badár Sándor; Kőhalmi Zoltán is Szentesről származik) legfiatalabb tagja. Középiskolai tanulmányait a szentesi Horváth Mihály Gimnáziumban végezte, majd a salgótarjáni Pénzügy és Számviteli Főiskolán szerzett diplomát, de rövid ideig járt a Buddhista Egyetemre is. Gyerekkorában országos harmadik helyezett sakkozó volt, indult világbajnokságon is. Később futballista karrierbe kezdett, tizenöt évesen bekerül a szentesi felnőtt csapatba, megye I. osztályba. Az MTK csapata érdeklődött utána, de egy sérülés miatt abba kellett hagynia a labdarúgást. Az iskola után Budapestre költözött. Dolgozott licenc adminisztrátorként a Magyar Labdarúgó Szövetségnél, kereskedett a tőzsdén is egy pénzügyi vállalkozás alkalmazottjaként, de szerepelt már pornófilmben is, persze csak statisztaként.
A Dumaszínház társulatába 2007-ben került be, azóta rendszeresen fellép a A Comedy Central bemutatja és a Showder Klub című tévéműsorokban, illetve a Rádiókabaréban is.

## Könyv
- Hajdú Balázs–Kőrösi Norbert–Rima Péter: Megúsztuk szárazon; Konkrét Könyvek, Bp., 2014
- Hajdú Balázs - Meztelen masszázs Ottóval Bp., 2021 Corvina Kiadó

## Külső hivatkozások
- Hajdú Balázs a TikTokon
- Hajdú Balázs a Dumaszínház oldalán
- Hajdú Balázs blogja
- Életrajz
- Interjú a dumaszinhaz.blog.hu-n
- Hajdú Balázs rajongói oldala a Facebookon
- Személyes oldala
- Hajdú Balázs a Facebookon